# Herrn Dames Aufzeichnungen oder Begebenheiten aus einem merkwürdigen Stadtteil

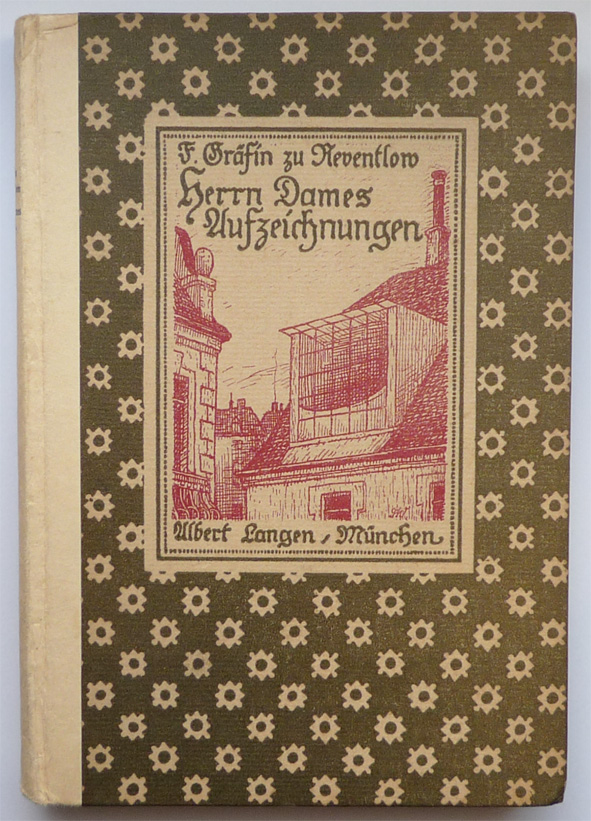
F. Gräfin zu Reventlow: „Herrn Dames Aufzeichnungen“, Originalausgabe, Albert Langen, München 1913

Herrn Dames Aufzeichnungen oder Begebenheiten aus einem merkwürdigen Stadtteil ist der Titel eines 1913 publizierten Romans mit autobiographischen Zügen der Schriftstellerin Franziska zu Reventlow über die Bohème-Szene um die Jahrhundertwende.

## Überblick
Ein junger Mann, Herr Dame, kommt zur Orientierungssuche, aus einem „dunklen Trieb“ heraus, „das Leben zu begreifen“, mit seinem Diener in eine namentlich nicht genannte Stadt und lernt dort Menschen kennen, die ihn in eine intellektuell-künstlerische Avantgarde-Szene einführen, in der ein unkonventioneller, hedonistischer Lebensstil praktiziert wird. Seine Beobachtungen und Recherchen über die Lebensphilosophie der Gruppe schreibt er von Dezember bis Mai tagebuchartig auf.

## Inhalt

### Die Wahnmochinger Szene
Herr Dame kommt in einer offenen Lebensphase, ohne Studienwunsch- oder Berufsziel, in die Stadt: „Ich habe keine Tendenz zum Gären [„die Hörner abzulaufen“] und auch gar kein Verlangen danach – überhaupt nicht viel eigene Initiative – ich werde einfach zu irgendetwas verurteilt, und das geschieht dann mit mir. Mein Stiefvater meint es sehr gut und hat viel Verständnis für meine Veranlagung; so pflege ich im Großen und Ganzen auch immer zu tun, was er über mich verhängt.“ (1. Kap.) Diese Vormund-Rolle übernehmen nun andere: Im Café lernt er durch Dr. Gerhard junge Leute kennen, die sich „gärenshalber“ im Stadtteil „Wahnmoching“ aufhalten. Dame hört zu, wie sie über einen literarischen Kreis um einen „Meister“, über Spiritismus und Wahrsagen durch Berühren von Gegenständen sprechen. Ein anderes Mal erzählt die sogenannte „Kappadozische Dame“ von einem kosmischen Traum von einem Prof. Hofmann, bei dem sich Traum und Wirklichkeit verwischen (2. Kap.). Hier trifft er auch einen ehemaligen Schulkameraden, Heinz Kellermann, der ihn für den Abend in seine Wohnung einlädt. Dame erlebt hier weitere ihn verwirrende Dinge: Man sitzt zum Tee auf dem Teppich. Die Gäste werden im abgedunkelten Raum durch blaugrünliches Licht aus einer Kupferschale illuminiert und die Malerin „Murra“ hält ihre Hände wie eine Priesterin über die Flammen. Darüber sind alle begeistert und finden es „enorm“. Man spricht über Rassenmerkmale, v. a. den blonden germanischen Typus. (3. Kap.). Dame lernt Professor Hofmann kennen und dieser lädt ihn zum donnerstäglichen Jour ein. Damit hat er Zugang zu einem der beiden Zentren der Szene. Über seine Beobachtungen macht er sich Notizen als Grundlagen eines Romans. (Kap. 7, 9)
Im Jour-Kreis um Hofmann und seine Frau Lotte (Kap. 4 und 6) werden die Caféhaus-Gespräche über das „Leben“, „echte“ Gefühle, den „Stil“, die „Geste“ als geistleibliche Urform alles Lebens weitergeführt. Dame registriert, dass die Bohèmiens ein eigenes Vokabular benutzen, das ihm wie eine Geheimsprache vorkommt und das er sich später vom Philosophen Dr. Sendt erklären lässt: kosmisch, molochitisch, Rausch und Blut, Blutleuchte, Hetärentum, Urzeit, Urkräfte, Urnacht, Urschauer usw. Dames mattes, neutrales Auftreten und dessen Interpretation als blasiert und gelangweilt gefällt den Wahnmochingern. Sein junger Diener, dem sie den Namen Chamotte geben, deutet ihrer Meinung nach offenbar auf homoerotische bzw. bisexuelle Neigungen hin und passt zu ihrer unkonventionellen Lebensvorstellung. So lädt ihn die Grande Dame Susanna zur „Elenden-Kirchweih“ ein. Treffpunkt zum Kostümieren ist ihr Eckhaus, ein weiteres Zentrum der Bohèmiens: Orlonsky im eisernen Schuppenhemd als Henkersknecht aus dem Mittelalter, Adrian in einer Toga und mit Zwicker, Chamotte wird als schwarzer Sklave geschminkt. (Kap. 5, 8)

Fanny zu Reventlows Wohnküche im Eckhaus in der Kaulbachstraße, München

Bewohnt wird das Eckhaus von Susanna (Susja), ihrem 6-jährigem Sohn und ihren Freunden Willy und von Orlonsky (Onsky), der für die Küche zuständig ist. Es ist eine offene Dreierbeziehung und alle haben weitere Episoden-Partner. Für diese und andere Mitglieder der Szene und für Gäste wie Herrn Dame gibt es im Erdgeschoss eine Reihe von Zimmern. Neben Susanna gilt Maria als Paradigma der „heidnischen“ Möglichkeiten des Lebens und des modernen Hetärentums. Als ihre Gefährten werden der Lebensphilosoph Hallwig, der Schriftsteller und Frauenliebling Adrian, der Maler und „Sonnenknabe“ Konstantin, Willy und der Rechtspraktikant Georg genannt. Georg möchte sie gerne heiraten und aus dem Kreis lösen. Er sieht die Idealisierung der Promiskuität kritisch: „Da laufen die dummen Mädel hin und lassen sich erzählen, dass das Hetärentum bei den Alten etwas Fabelhaftes gewesen sei. Und nun wollen sie Hetären sein. Da war eine [...] und ist elend dabei hereingefallen.“
Während der Faschingszeit sind die Bohèmiens fast in jeder Nacht auf einem Atelierfest oder Gauklerball und treffen sich morgens in zufälligen Konstellationen und mit neuen Freunden der Nacht, Susannas „Zinnsoldaten“, in der großen Wohnküche des Eckhauses zum Frühstück. Dann lagern sie in den einzelnen Räumen und führen Szenengespräche und flüsternde, weil nicht zur Philosophie passend, eifersüchtige Beziehungsdiskussionen. Dazwischen beraten sie über ihre Kostüme für die nächsten Veranstaltungen bei Hofmann und geben sie bei einem Schneider in Auftrag. Einmal unternehmen sie spontan einen Rodelausflug in die Schneelandschaft des Stadtumlandes. (Kap. 8)
Höhepunkt der Saison ist das große Kostümfest bei Hofmann (Kap. 11). Es beginnt mit einem feierlichen Umzug der antik mythologisch Kostümierten, begleitet von Gongschlägen und weihevollem Gesang mit einem Text aus Goethes Faust II: Hofmann als indischer Dionysos, der geheimnisumwobene „Meister“ als Caesar mit Adoranten, Delius als römische Matrone bzw. als Urmutter „Magna Mater“. Begleitet wird der Reigen von mit Weinlaub bekränzten Knaben, die Weinbecher tragen, Bacchantinnen mit Instrumenten und Hermaphroditen. Dame beteiligt sich im Hirtenkostüm und spielt auf der Panflöte, doch er legt nach dem Umzug die Verkleidung wieder ab: „[I]ch war wieder Herr Dame […] den man verurteilte, heute Abend die Syrinx zu blasen. Und ich blieb auch auf dem Fest Herr Dame“. Er schaut zu, wie sich im Laufe der Nacht das Fest in orgiastischen individuellen-Mänaden– und bacchantischen Gruppentänzen steigert. (Kap. 11).
Dame resümiert, dass die Wahnmochinger Bewegung sich eine große Erneuerung des Lebens erhofft: „Sie lehnt die ganze Welt des seelenmordenden Fortschritts ohne weiteres ab […] sie weist nicht nach vorwärts, sondern zurück auf […] den Urgrund, in dem allein solches Leben zu wurzeln vermag, denn alles Heutige ist ohne Wurzeln.“ (Kap. 12) Aber er merkt, dass er die Kosmiker-Szene nicht authentisch beschreiben kann: „Als Anblick und Stimmung war es schon etwas Wunderbares […] waren auch meine Empfindungen bis zu einem Zustand inneren Taumels gesteigert […] – und doch – ich wollte, ich wäre in der Lage, zu behaupten, man müsse seine Feder in heidnisches Blut tauchen, um Wahnmochinger Bacchanale zu schildern“.

### Lebensphilosophie der Kosmiker
Dame befragt Dr. Sendt über rätselhafte Dinge innerhalb der Szene und dieser klärt ihn über die Philosophie des Hallwig-Delius-Hofmann-Kreises auf (Kap 7. Nachtgespräch mit dem Philosophen in der Jahreszeitenbar): Die Kosmiker lehnen das Ideal des Individualismus sowie das rationale Denken der Naturwissenschaften ab und betonen das irrationale Wir. Der Mensch wird im Schauen, Dichten, Handeln und v. a. Träumen gesteuert von Ursubstanzen, aus denen sich die Einzelseele zusammensetzt. Vornehmlich sind dies Rassensubstanzen wie römisch, germanisch, semitisch. Die heidnischen, irrationalen Kräfte werden als aufbauend, die rational-analysierende semitische Substanz als „molochitisch“, d. h. zerstörend, betrachtet. Heidnisch kosmisch, ist der dunkle Dionysische Kult, mit bacchantischen, ekstatischen Ritualen im Gegensatz zum hellen Apollonischen Prinzip. Das Ziel der Wahnmochinger ist es, durch „Rausch und Blut“-Erlebnisse die heidnische „Blutleuchte“ zu stärken und ihr zur Dominanz zu verhalfen. Ihr Kultbuch ist Nietzsches Zaratustra.
Der Gegensatz zwischen dem rationalen und dem irrationalen Prinzip wird unter Berufung auf den Anthropologen Bachofen mit den matriarchalischen und patriarchalischen Kulturen gleichgesetzt: Zu Beginn der Menschheitsgeschichte, in den chthonischen Kulturen der matriarchalischen Zeit, wurde mit der Urmutter-Gottheit der blind gebärende Schoß der Erde angebetet. Nach Bachofen folgte in der Ur-Zeit die Frau dem kosmischen Drang des Hetärismus. Der Wahnmochinger Maler Adrian erweitert diese Vorstellung um weitere Aspekte: Der vollkommene Mensch müsse alle Möglichkeiten in sich tragen, auch die der Homoerotik und der Androgynie. (Kap. 10)

### Auflösung der Wahnmochinger Szene
Das Ende der Bewegung hat sich für Dr. Sendt bereits vor dem Fasching angekündigt. Durch die Feste haben sich neue Beziehungen gebildet, die zu Eifersucht und Streit führen und mit Vorwürfen verbunden werden, nicht zum Kreis der Auserwählten zu gehören (Kap. 13 und 14): Konstantin hat sich in die Malerin „Murra“ verliebt, was dem Bildhauer Petersen nicht gefällt, der sein Modell für sich beansprucht. Sogar die bisherigen Vorbilder Susanna und Maria fürchten um ihre Positionen. Man wirft ihnen oberflächliche Vergnügungssucht vor: Susanna mit einer neuen Eroberung, dem „Wikinger“, Maria u. a. mit Konstantin. Hallwig kritisiert die bacchantischen Umtriebe als Abweichung von den wahren Ursubstanzen und trennt sich von Maria. Er behauptet, ihre Seele sei am Erlöschen und habe sich an unwürdige Subjekte und unechte Räusche verschwendet.
Zwischen Delius und dem „Meister“ gibt es Spannungen und eine Rivalität um die Führerschaft. Hofmann hat durch die Bekanntschaft mit einem ostdeutschen Rabbi und dem polnischen Medium Jadwiga, das hellseherische Träume hat, den Zionismus zur neuen Blutleuchte erhoben und sich damit von Delius‘ kosmischen heidnischen Ursubstanzen entfernt (Kap. 15). Hallwig plant mit Delius die Gründung einer neuen „Heidenkolonie“ ohne die Wahnmochinger.
Die beiden Frauen entziehen sich diesem Spannungsfeld und verlassen für einige Zeit die Stadt. Auch der Dichter Adrian will seinen schöpferischen Individualismus nicht aufgeben und reist ab nach Berlin. Er rät Dame, das Gleiche zu tun und dieser bereitet eine Auslandsfahrt vor: „[V]erurteilt, wie ich kam, gehe ich von dannen; wozu? – das wissen nur die Götter. […] Es heißt wohl, dass niemand seinem Geschick zu entrinnen vermag, aber man kann es doch wenigstens versuchen.“ (Kap. 16)

## Form
Der Titel weist auf die Form des Tagebuchromans hin. Während seines halbjährigen Aufenthalts in der Stadt, von Dezember bis Mai, hat Herr Dame seine Beobachtungen notiert und die Wahnmochinger Bohème porträtiert. Die Erlebnisse haben ihn so verwirrt, dass er „in fernen Ländern Heilung und Genesung“ sucht. Seine Notizhefte verschenkt er auf dem Überseedampfer an Reisebekannte, die es mit Anmerkungen versehen an einen sachkundigen Freund und Gönner zur Überprüfung einer Veröffentlichung schicken (Vorrede).
Dieser literarische Kunstgriff der Herausgeberfiktion wird meistens angewandt, um einen Realitätsbezug zu suggerieren und die Fiktionalität zu verschleiern. In Reventlows Fall ist dies jedoch ein augenzwinkerndes Spiel mit Dichtung und Wahrheit, da es sich hier offenbar um einen Schlüsselroman mit autobiographischen Bezügen handelt. Damit wird der Eindruck, der Roman enthülle geheime Insiderinformationen offen gehalten, was den Reiz der Entschlüsselung und des Wiedererkennens der authentischen Personen auslöst. Die Form der durch Zeitraffung und Aussparung unvollständigen und überarbeitungsbedürftigen „Aufzeichnungen“ verstärkt diesen skizzenhaften Werkstattcharakter.
Ebenso spielerisch greift die Autorin bei der Erzählersituation auf das Muster der Entwicklungsromans zurück: Herr Dame gerät als „Typus junger unerfahrener Mann aus guter wohlhabender Familie“ in eine von der profanen bürgerlichen Arbeitswelt abgeschlossene Zauberwelt und wird dort mit unkonventionellen, rätselhaften und verführerischen Aspekten des Lebens konfrontiert. Dieser magische Zirkel löst sich am Ende auf und lässt Herrn Dame verwirrt zurück. Er verschenkt seine Tagebücher und sieht seine Erlebnisse vermutlich als eine Episode an, mit der er sich nicht weitergehend in einer Romangestaltung auseinandersetzen möchte.

## Rezeption und autobiographische Bezüge
Reventlows „Dames Aufzeichnungen“ wird in der Rezeption übereinstimmend als Schlüsselroman der Schwabinger Bohéme aufgefasst: „[F]raglos gibt der Episodenroman größeren Aufschluss über die Bohème des in ihm Wahnmoching genannten Stadtteils als alle anderen Romane und Erinnerungen von Angehörigen der Bohème. Ein Dokument von Rang also, wenngleich ohne dokumentarischen Charakter.“ Eine zentrale Figur der Münchener Szene, der Schriftsteller Karl Wolfskehl, empfahl den Roman als „beste Quelle, fast bis ans Tatsächliche heran, jedenfalls doch für Stimmung und Luft der Epoche“. Ein Beleg dafür ist das fotografisch dokumentierte Antikenfest am 22. Februar 1903 in Wolfkehls Wohnung in der Leopoldstraße, mit Stefan George im Mittelpunkt (als Caesar), Wolfskehl (als Bacchus), Ludwig Klages (als indischer Mönch), Alfred Schuler (als Urmutter „Magna Mater“) u. a. Bei einem Vergleich mit dem im 11. Romankapitel geschilderten Kostümball kann man als Vorbilder für den „Meister“ und Professor Hofmann die Dichter George und Wolfskehl erkennen. Die vom Philosophen erklärte Kosmiker-Theorie von Delius und Hallwig entspricht den Lehren von Alfred Schuler und Ludwig Klages. Fanny zu Reventlow hat sich nach Wendts Interpretation aufgeteilt: in die Schwabinger Gräfin (Maria) und die distanziert-lethargische „Grande Dame“ ihrer späteren Ascona-Zeit (Susanna), in welcher der Roman entstand. Einige biographische Entsprechungen stützen diese Deutung: Scheidung, Kind, dessen Vater geheim gehalten wird, Arbeit an einem Theater, Wohngemeinschaft mit Bohdan von Suchocki und Franz Hessel 1903–1906 im „Eckhaus“ in der Kaulbachstraße 63.